# Туренко, Ангелина Николаевна
Ангели́на Никола́евна Туре́нко (род. 16 декабря 1988, Ленинград) — российская фигуристка и тренер.

## Карьера
Родилась 16 декабря 1988 года в Ленинграде. Встала на коньки в возрасте пяти лет. На раннем этапе тренировалась под руководством Зинаиды Рябининой, а затем её тренером стала Галина Кашина. В 2001 году дебютировала на Первенстве России среди юниоров, замкнув десятку лучших. В течение последующих двух лет занимала на данном турнире десятое и пятое места.
Улучшение спортивных результатов произошло в сезоне 2003/2004. В начале сезона Туренко поднялась на верхнюю ступень пьедестала Международного кубка Ниццы. На юниорском Первенстве страны, которое проводилось в Казани, она завершила турнир на первой строчке судейского протокола и завоевала право выступить на чемпионате мира среди юниоров, где финишировала восьмой. Также в этом сезоне состоялся её дебют в рамках взрослых чемпионатов России. Спустя год одержала победу на Европейском юношеском Олимпийском фестивале, а также стала триумфатором финала Кубка России.
В 2007 году завершила соревновательную карьеру. После чего, работала в качестве тренера в группе у олимпийского чемпиона Алексея Урманова. В 2015 году начала самостоятельную тренерскую деятельность. В разное время у Туренко тренировались: Николь Госвияни, Анастасия Губанова, Елизавета Нугуманова и Серафима Саханович.
Имеет судейскую категорию, работает в качестве технического специалиста зональных соревнований. Выпускница Университета имени Лесгафта и Санкт-Петербургского института культуры.
В 2021 году переехала в Италию, где в качестве тренера присоединилась к клубу фигурного катания в коммуне Энья.

## Результаты
| Соревнования                                | 00/01         | 01/02         | 02/03         | 03/04         | 04/05         | 05/06         | 06/07         |
| Международные                               | Международные | Международные | Международные | Международные | Международные | Международные | Международные |
| ------------------------------------------- | ------------- | ------------- | ------------- | ------------- | ------------- | ------------- | ------------- |
| Международный кубок Ниццы                   |               |               |               | 1             | 4             |               |               |
| Международные среди юниоров                 |               |               |               |               |               |               |               |
| Чемпионаты мира среди юниоров               |               |               |               | 8             |               |               |               |
| Этапы юниорского Гран-при: Болгария         |               |               |               |               |               | 11            |               |
| Этапы юниорского Гран-при: Хорватия         |               |               |               | 4             |               |               |               |
| Этапы юниорского Гран-при: Венгрия          |               |               |               |               | 9             |               |               |
| Этапы юниорского Гран-при: Украина          |               |               |               |               | 8             |               |               |
| Европейский юношеский Олимпийский фестиваль |               |               |               |               | 1             |               |               |
| Национальные                                |               |               |               |               |               |               |               |
| Чемпионаты России                           |               |               |               | 8             | 5             | 12            |               |
| Первенство России среди юниоров             | 10            | 11            | 5             | 1             | 5             |               |               |
| Финалы Кубка России                         |               |               |               |               | 1             |               | 4             |